# Hôtel de ville de Säynätsalo
L'hôtel de ville de Säynätsalo (en finnois : Säynätsalon kunnantalo) est un centre polyvalent conçu par l'architecte finlandais Alvar Aalto entre 1949 et 1952. Il est situé à Säynätsalo, un quartier de Jyväskylä en Finlande-Centrale. Ce n'est plus à proprement parler une mairie depuis que la commune de Säynätsalo a été rattachée à Jyväskylä en 1993. Le complexe accueille aujourd'hui le conseil local, une bibliothèque, des bureaux gouvernementaux et des logements.

## Le programme
Säynätsalo était un petit village d'environ 3 000 habitants sur une île en partie boisée près de la rive nord du lac Päijänne. L'économie de la ville dépendait en grande partie de l'usine de traitement du bois appartenant à la société semi-publique Enso-Gutzeit. Aalto fut invité en 1943 à venir y construire une extension de cette usine. Puis l'équipe municipale décida la construction d'un centre de services publics comprenant des services administratifs, des salles de réunion, une salle du conseil, une bibliothèque publique et des commerces de proximité. Aalto remporta le concours.

## Configuration du site

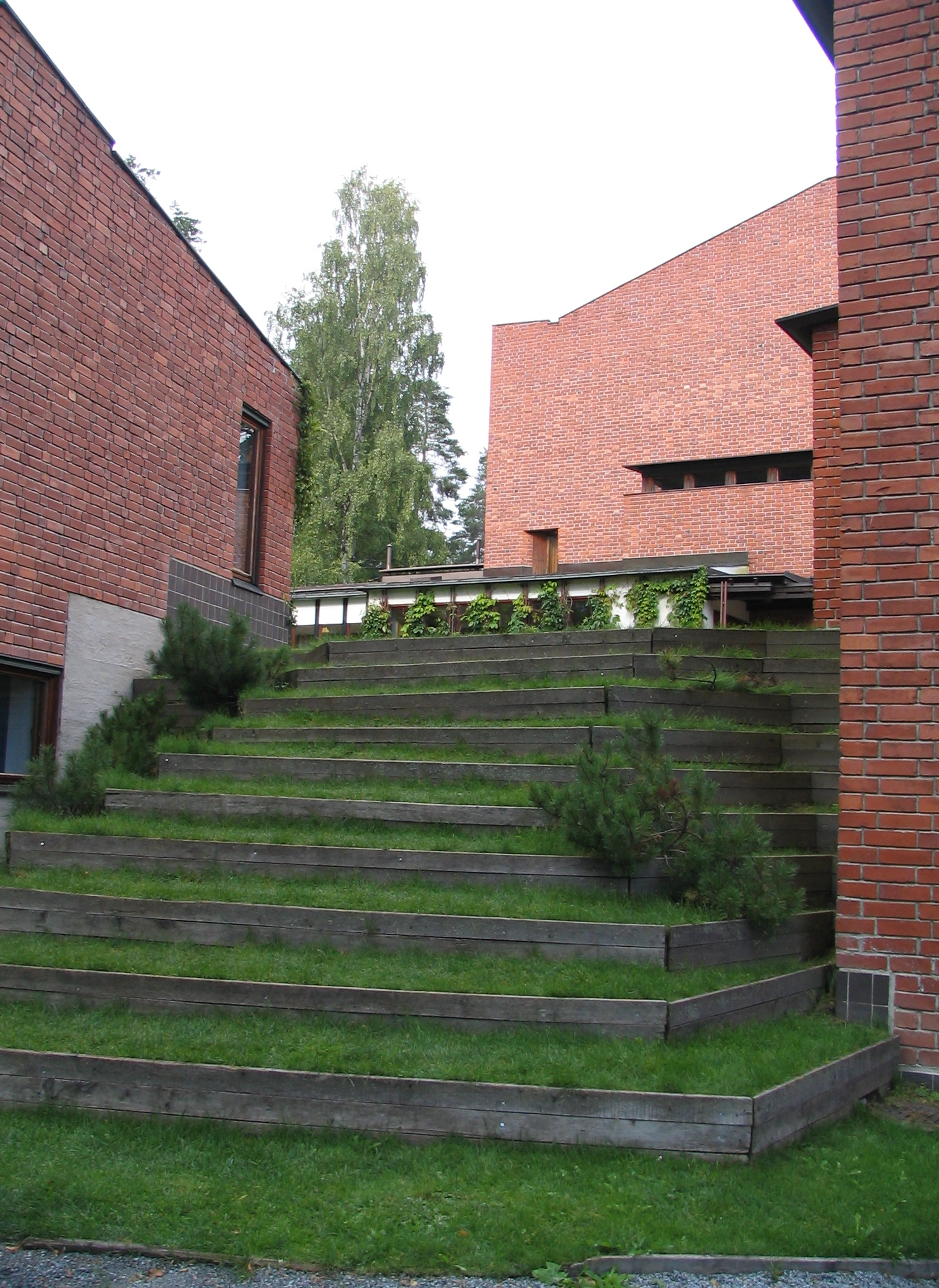
Un des escaliers menant à la place.

Aalto tira parti du terrain en pente pour disposer les différents éléments du programme autour d'une cour interne carrée surélevée dont les remblais sont retenus par les murs du rez-de-chaussée en contrebas. Alto voyait cette placette à l'égal d'une curia romaine, la place où les sénateurs romains se réunissaient, mais il avait aussi en tête le Campo de Sienne où tous les citoyens de la ville pouvaient se rassembler. Mais ce type de cour, bien délimitée tout en étant ouverte sur l'extérieur, possède aussi un caractère finlandais puisque la configuration est très semblable aux fermes finlandaises. Il s'agirait alors d'un élément de composition vernaculaire réactualisé à l'époque moderne, mais Aalto ne l'a jamais évoqué.
À l'origine les locaux du rez-de-chaussée étaient occupés par des commerces et une banque mais le projet a permis, comme prévu, l'annexion de ces espaces par les services situés juste au-dessus. L'élévation du niveau crée un étage noble où toutes les parties du programme ayant trait aux services publics sont distribuées : au sud la bibliothèque, au nord et à l'est les bureaux administratifs et à l'ouest les appartements de fonction. L'entrée principale se glisse derrière la masse imposante de la salle du conseil qui domine l'angle sud-est. La place est accessible par un escalier situé à côté de cette entrée mais aussi par des emmarchements engazonnés situé au sud-ouest.

## Les bâtiments

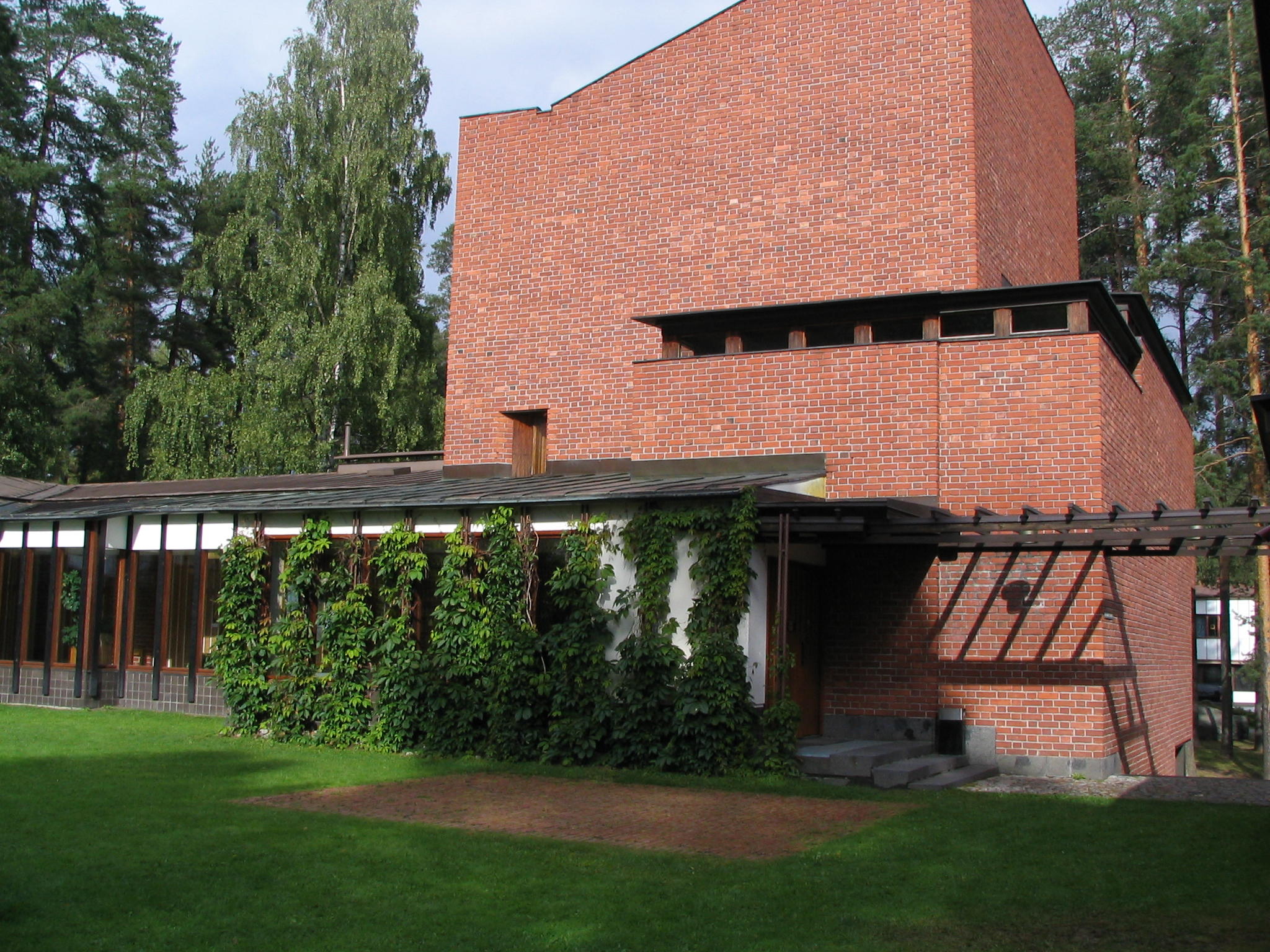
Entrée de la mairie.

La composition des espaces, même si elle peut sembler pittoresque, repose sur une grande rigueur géométrique, cependant aucun système de composition sous-jacent — comme l'équivalent du modulor par exemple — n'a pu être mis en évidence, et Aalto lui-même ne révéla pas son mode de conception. Les volumes sont presque (presque !) géométriques. La cour est presque carrée, le volume de la salle du conseil tient presque dans un cube. Même si ses études initiales et ses croquis montrent des lignes de composition, notamment des jeux de diagonales en contrepoint de trames plus régulières, on ne peut en retrouver aucune dans le bâtiment achevé. Peut-être Aalto s'en est-il finalement entièrement remis à son œil pour éprouver in situ la justesse de sa composition.
Les volumes du complexe s'enroulent autour de la place centrale. L'agencement des volumes laisse aussi entrevoir une influence de l'agencement des formes constructivistes, notamment le club Roussakov à Moscou de Constantin Melnikov. Les volumes simples sont emboîtés les uns dans les autres. Aalto obtient un effet de masses pesantes mises en sustentation grâce à des encorbellements ou des meurtrières horizontales « coupant » des volumes en deux, et aussi grâce à des baies vitrées en rez-de-chaussée le long d'une façade supportant un mur aveugle, ou encore par la ligne de toit en « papillon » de la chambre du conseil. Les décrochements et la composition de ces volumes entre eux servent non seulement à lire l'organisation spatiale des bâtiments, mais Aalto cherchait aussi à donner l'impression d'une accumulation organique de volumes, évitant l'arbitraire d'un geste architectural en rupture avec l'harmonie de la nature alentour. Comme dans la villa Mairea, Aalto s'efforce de faire entrer l'esprit du lieu, c'est-à-dire la forêt, à l'intérieur du bâtiment : les meneaux verticaux des fenêtres, le détail des crénelures en haut des murs dans lesquelles certains observateurs ont vu l'écho de la forêt toute proche, mais aussi les poignées de porte tressées ou la charpente de la salle du conseil.
Aalto s'est donné une palette de matériaux assez restreinte : la brique domine, aussi bien à l'extérieur qu'à l'intérieur, mais il y a aussi de la pierre, du bois et du cuivre. L'ensemble est posé sur une épaisse semelle de béton pour le protéger de la neige. Les briques sont disposées avec un léger angle par rapport à celle du lit juste inférieur : les murs ne sont pas lisses, ils permettent un effet d'accroche de la lumière. L'utilisation de la brique pour ce type de programme était assez inhabituelle à cette époque en Finlande. Elle était réservée à des bâtiments industriels comme l'usine de Enso-Gutzeit non loin. Aalto utilisa les briques pour créer des effets de surface plus que pour des effets architectoniques.

### La salle du Conseil

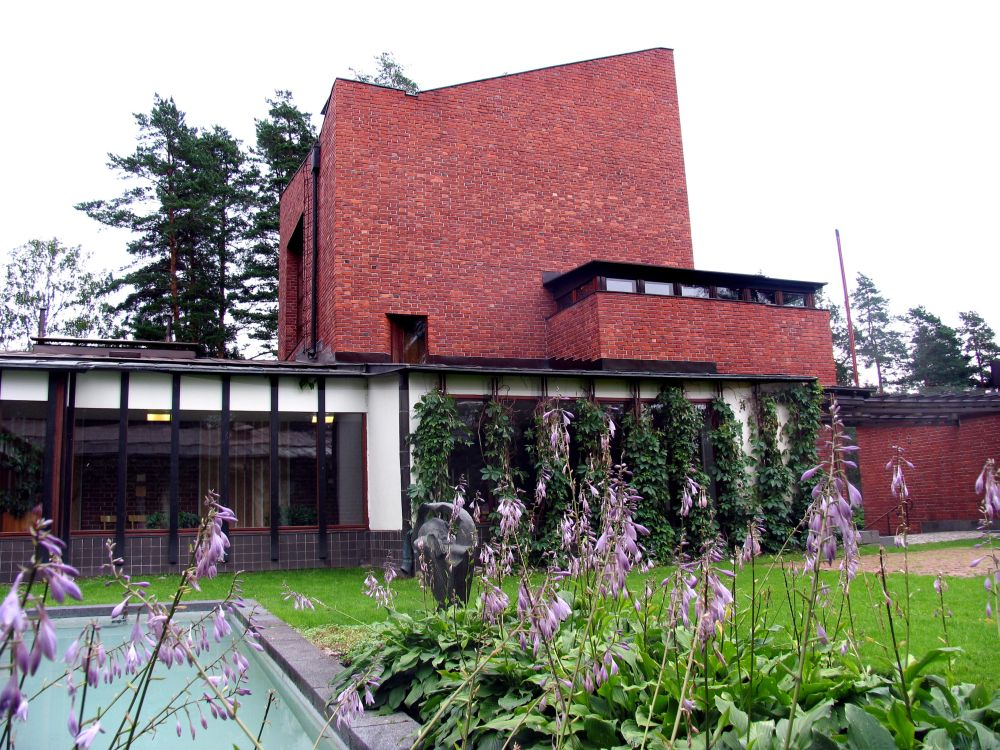
Vue sur la tour de la salle du conseil.

Le volume aveugle de la chambre du conseil domine l'ensemble du complexe. De chaque côté de l'escalier d'honneur les carreaux sont remplacés par du granit, tout comme pour les marches. La brique est non seulement employée comme finition des murs internes, mais aussi parfois mise au sol. Par contraste, le sol et le plafond de la salle du conseil sont faits de lattes en bois polies signalant l'importance de la pièce. Les fermes en éventail de la charpente apportent une majesté aux lieux. Elles semblent des sculptures, mises en valeur par la simplicité à la fois des volumes et de la mise en œuvre des matériaux. Elles font l'effet de frondaisons. Cette salle est aussi décorée par un tableau de Fernand Léger (une reproduction car le tableau initialement prévu par Aalto n'a pas été retenu par les membres du conseil), et un effet de lumière rasante apporté par le jeu d'une ouverture occultée par des lattes en bois.